# Pobłocie Małe (przystanek kolejowy)
Pobłocie Małe – zlikwidowany przystanek kolei wąskotorowej (Kołobrzeska Kolej Wąskotorowa) w Pobłociu Małym, w województwie zachodniopomorskim, w Polsce.